# Kenjirō Yoshigasaki
Kenjirō Yoshigasaki (japanisch 吉ヶ崎 健二郎 Yoshigasaki Kenjirō; * 1951 in Kagoshima; † 12. Februar 2021) war ein  japanischer Aikidō-Lehrer.
Er begann im Alter von 10 Jahren mit Yoga, bevor er sich Aikidō und anderen Kampfkünsten widmete. Er befasste sich außerdem mit dem Zen-Buddhismus, dem Shintō, dem Christentum und dem Islam. 1971 hielt er sich zu Yogastudien für ein Jahr in Indien auf. 1973 wurde er Aikidō-Lehrer und unterrichtete von 1977 bis 2002 in der Ki Society von Tōhei Kōichi Ki und Aikidō in Europa.
Im Jahr 2002 trat er aus der Ki Society aus und gründete seinen eigenen internationalen Dachverband „Ki No Kenkyukai Association Internationale“ mit Sitz in Brüssel.
Inzwischen betreute er mehr als 120 Dōjō mit mehr als 4000 Schülern in Europa, Südamerika und Südafrika.

## Werke
- Reise ins unbekannte Ich. Wege zu einem neuen Wahrnehmen. Übersetzung aus dem Englischen. Kristkeitz-Verlag, 2002, ISBN 3-921508-63-0.
- Inner Voyage of a Stranger. Pathways to a New Perception. Kristkeitz-Verlag, 2002, ISBN 3-921508-71-1.
- Aikido. Arte di vita. Erga Verlag, 2012, ISBN 978-88-8163-723-2.